# Ďurďoš
Ďurďoš é um município da Eslováquia, situado no distrito de Vranov nad Topľou, na região de Prešov. Tem 6,14 km² de área e sua população em 2018 foi estimada em 261 habitantes.

## Demografia
| Ano:        | 1994 | 2004 | 2014    | 2024   |
| ----------- | ---- | ---- | ------- | ------ |
| Broj ljudi: | 188  | 235  | 267     | 285    |
| Razlika:    |      | +25% | +13,61% | +6,74% |

| Ano:               | 2023 | 2024   |
| ------------------ | ---- | ------ |
| Número de pessoas: | 265  | 285    |
| Diferença:         |      | +7,54% |